# Ałtaj Kruszcowy
Ałtaj Kruszcowy (także Ałtaj Rudny; kaz.: Кенді Алтай, Kendy Ałtaj; ros.: Рудный Алтай, Rudnyj Ałtaj) – góry w południowo-zachodniej części Ałtaju, na terytorium Kazachstanu i Rosji. Nazwa pochodzi od licznych bogactw mineralnych: rud polimetali (Ridder, Ałtaj, Zmieinogorsk), złota, rudy żelaza, rtęci (Kosz-Agacz) i metali rzadkich.
Góry powstały w orogenezie hercyńskiej; obecnie zniszczone i przykryte cienką warstwą utworów młodszych, co ułatwia wydobycie rud polimetalicznych.
Rudy ołowiu i cynku pochodzące z gór przerabiane są przede wszystkim w Ust-Kamienogorsku.